# Marietta Tuena
Marietta Tuena   (12 de novembre de 1935 - 3 de febrer de 2023) fou una investigadora emèrita del Sistema Nacional d'Investigadors. Va cursar la carrera de Medicina i el Doctorat en Bioquímica a la Universitat Nacional Autònoma de Mèxic. Després de graduar-se en medicina es dedicà a la recerca al costat del seu espòs, Armando Gómez Puyou, i va formar part d'un grup acadèmic que va conduir a la fundació de l'Institut de Fisiologia Cel·lular de la UNAM. Fou professora del Doctorat en Bioquímica de la Facultat de Ciències Químiques de la UNAM i de l'Institut de Neurologia, Coordinadora de l'Ensenyament en el Departament de Bioquímica de la Facultat de Medicina de la UNAM, professora en Johns Hopkins University a Baltimore, en l'Eidgennosische Technische Hochschule de Zúric, Suïssa, a la Universitat Estadual de Campinas, Brasil, la Universitat Federal de Rio de Janeiro, Brasil, de l'Institut Nencki de Biologia Experimental a Varsòvia, Polònia i en el Laboratori Arrhenius de la Universitat d'Estocolm, Suècia. Ha publicat més de 150 articles científics i el 1995 va ser nomenada Investigadora Emèrita de l'Institut de Fisiologia Cel·lular.

## Aportacions Científiques
El 1961 va establir l'estudi de la trasducció energètica com a àrea de recerca científica. En els seus primers estudis, va demostrar que la fosforilació oxidativa es modifica pels cations monovalents. Durant molts anys es va dedicar a estudiar les transformacions energètiques, principalment els mecanismes pels quals alguns enzims transformen l'energia de potencials electroquímics en energia química. L'estructura i la funció de membranes també han estat temes de la seva recerca.
En companyia d'altres investigadors, pioners de la recerca bioquímica en la UNAM, Marietta Tuena, Guillermo Massieu, Herminia Pasantes, Ricardo Tapia, Miguel Pérez de la Mora, Jesús Manuel León Cázares, Graciela Bressoli, María Elena Sandoval, Ángel Arroyo, Edmundo Chávez, Aurora Brunner, Alfonso Cárabez, Armando Gómez Puyou, José Laguna, Jesús Guzmán, José Luis Molinari, Victoria Chagoya, Antonio Peña, Enrique Piiña, Ana Luis Anaya, Ana María López Colomé, Edgardo Escamilla, René Drucker, Lourival Possani, Rolando Lara i Rocío Salceda, van conformar un dels grups més productius en la recerca biomèdica en la UNAM i a Mèxic, aconseguint que el 12 de març de 1973 es publiqués un document on s'anunciava que el treball d'aquest grup de recerca experimental de la Facultat de Medicina i de l'Institut de Biologia es reunirien en un sol espai físic i en un mateix ambient acadèmic amb la intenció de formar un centre que permetés la integració científica i incrementar la productivitat, evitant la duplicació d'equips, pressupost i treball, l'Institut de Fisiologia Cel·lular, Biofísica i Neurociencias de la UNAM.

## Publicacions
Els seus més de 150 articles científics han estat publicats en revistes nacionals i internacionals com Biochemistry, Journal of Biological Chemistry, European Journal of Biochemistry, Arrchives of Biochemestry and Biophysics, Biochimica et Biophysica Acta, Journal of Bioenergetics, Premsa Mèdica Mexicana, Academic Press, Journal of Colloid and Interface Science, FEBS Letters i unes altres.

## Premis
- Premi Universitat Nacional, Recerca en Ciències Naturals. 1989[5]